# Aeropuerto Internacional de Hohhot Baita
El Aeropuerto de Hohhot Baita  (en chino: 呼和浩特白塔国际机场) (IATA: HET, ICAO: ZBHH) es un aeropuerto que sirve a Hohhot, capital de Mongolia Interior, China. Es el aeropuerto más grande de Mongolia Interior y se encuentra 14,3 kilómetros ( 8,9 millas) al este del centro de Hohhot. Su nombre significa Pagoda Blanca deriva de la Pagoda Wanbu Huayanjing, uno de los lugares de interés histórico en Hohhot que se encuentra a 5,6 km ( 3,5 millas) al sureste del aeropuerto. En 2013 sirvió a 6.150.282 pasajeros.
El Aeropuerto de Hohhot Baita fue inaugurado el 1 de octubre de 1958. A mediados de los años 1980 y 1990 , sufrió dos expansiones y en junio de 2007 se construyó una nueva terminal.

## Estadísticas
Ver fuente y consulta Wikidata.